# Omar Asad
Omar Asad, né le 9 avril 1971 à Buenos Aires (Argentine), est un footballeur argentin, qui évoluait au poste d'attaquant au Vélez Sarsfield ainsi qu'en équipe d'Argentine reconverti entraîneur.
Asad ne marque aucun but lors de ses deux sélections avec l'équipe d'Argentine en 1995.

## Palmarès

### En équipe nationale
- 2 sélections et 0 but avec l'équipe d'Argentine en 1995

#### Avec Vélez Sarsfield
- Vainqueur de la Copa Libertadores en 1994
- Vainqueur de la Coupe intercontinentale en 1994
- Vainqueur de la Copa Interamericana en 1996
- Vainqueur de la Supercopa Sudamericana en 1996
- Vainqueur de la Recopa Sudamericana en 1997
- Vainqueur du Championnat d'Argentine en 1993 (Tournoi de clôture), 1995 (Tournoi d'ouverture), 1996 (Tournoi de clôture) et 1998 (Tournoi de clôture)